# Электроника ВЛ-100
«Электроника ВЛ-100» — чёрно-белый переносный транзисторный телевизор на кинескопе 16ЛК1Б.

## Историческая справка
Выпуск телевизора начался в 1969 году в Ленинграде на заводе «Мезон». Разработка и выпуск были приурочены к столетию со дня рождения Владимира Ильича Ленина, отмечавшегося в 1970 году. Обозначение модели телевизора «ВЛ-100» расшифровывается как «Владимир Ленин, 100 лет». Телевизор предназначен для приёма в 12 стандартных телевизионных каналах на выдвижную телескопическую антенну, которая обеспечивает прием на расстоянии 40—70 км от телецентра. В 1970 году был модифицирован.

## Технические характеристики
| Напряжение питания                     | 127/220 В переменного тока, либо 12 В постоянного тока |
| Потребляемая мощность                  | 5 Вт                                                   |
| Время работы от аккумулятора 10КНГ-1,5 | не менее четырёх часов                                 |
| Принимаемые каналы                     | 1-12 метрового диапазона                               |
| Чувствительность                       | 100 мкВ                                                |
| Выходная мощность канала звука         | 150 мВт                                                |
| Разрешающая способность по вертикали   | 400 телевизионных линий                                |
| Габариты                               | 145 × 170 × 200 мм                                     |
| Вес                                    | 2,8 кг (без блока питания)                             |

## Устройство
Телевизор выполнен на 30 транзисторах, из которых два расположены в селекторе каналов. В нём применяются как германиевые, так и кремниевые транзисторы. Телевизор способен работать как от электрической сети, через блок питания, так и от аккумуляторной батареи типа 10КНГ-1,5 или любого источника постоянного напряжения 12 В.
Согласно [1], «Конструктивно телевизор „Электроника ВЛ-100“ состоит из нескольких функциональных блоков. Две основные печатные платы — плата приёмников и плата развёрток расположены вертикально по обе стороны кинескопа, а третья плата со вспомогательными выпрямителями и блоком ПТК-П — сверху. Все три платы откидные и прикреплены к несущей раме с помощью шарниров. Телевизор имеет легкосъёмный металлический футляр, при снятии которого открывается доступ ко всему монтажу. На верхней стенке футляра укреплена ручка со встроенной телескопической шарнирной антенной. Экран кинескопа занимает всю площадь передней панели. Громкоговорители 0,1ГД6 расположены снизу телевизора в рупорной акустической системе».
Ниже перечислены узлы телевизора и содержащиеся в них активные элементы:
Стабилизатор напряжения: транзисторы МП40 и П213А;
Стабилизатор размещён внутри телевизора, тогда как блок питания является в некотором смысле выносным узлом, выполненным в отдельном корпусе, однако он прикручивается к задней стенке телевизора и составляет с ним единое целое.
Селектор каналов: барабанного типа, 12-канальный, модель ПТК-П, ПТК-П-2, ПТК-П-3, два транзистора;
Селектор каналов работает только в метровом диапазоне волн. Возможность подключения селектора каналов дециметрового диапазона у ПТК-П отсутствует. И хотя у ПТК-П-3 такая возможность имеется, однако из-за значительных габаритных размеров ПТК-П-x для селектора ДМВ не остается места. Поэтому в модификации ПТ-16-IV-3 вместо ПТК-П применён существенно меньший СК-М-30 рядом с которым предусмотрена возможность установки СК-Д-22, который принимает часть диапазона ДМВ (до 40-го канала).
Усилитель промежуточной частоты изображения: три транзистора ГТ313Б;
Видеодетектор: диод Д10А;
Видеоусилитель: транзисторы КТ315А и КТ601А;
Усилитель промежуточной частоты звука: два транзистора ГТ313А;
Усилитель мощности звуковой частоты: один транзистор МП39Б и два транзистора МП42Б (двухтактный трансформаторный выходной каскад);
Устройство автоматической регулировки усиления: транзисторы КТ315А и МП38А;
Устройство синхронизации развёрток: транзисторы МП38 и два МП40;
Блок кадровой развёртки: три транзистора МП41, один транзистор МП26Б, один транзистор МП38А, два транзистора МП42Б (двухтактный бестрансформаторный выходной каскад);
Блок строчной развёртки: транзисторы МП40, КТ315А, ГТ804А;
Кинескоп: чёрно-белый, с углом отклонения луча 70 градусов, с электростатической фокусировкой и магнитным отклонением луча, с плоским экраном, модель 16ЛК1Б.

## Интересные факты
Телевизор имеет оригинальный дизайн, напоминающий утюг (за счёт ручки для переноски).
Телевизор имеет устройство защиты от переполюсовки при подключении к источнику постоянного тока, выполненное на трёх параллельно соединённых диодах — узел, отсутствующий в большинстве современных переносных телевизоров. Индикация правильности подключения к источнику постоянного тока производится маломощной лампой накаливания.